# Louise Bours
Louise Bours, nota anche come Louise van de Bours (Congleton, 23 dicembre 1968), è una politica britannica.

## Biografia
Il padre di Bours è olandese. Si è formata come attrice e cantante alla Mountview Academy of Theatre Arts. È stata anche membro della D'Oyly Carte Opera Company a partire dal 2000. Apparsa in Brookside, Peak Practice e Band of Gold e nei musical, ha guidato big band in stile anni '40. Ha affermato, tuttavia, di essersi "ritirata dallo spettacolo" per concentrarsi sulla politica. Bours è una madre single con due figli.
Louise Bours ha utilizzato il suo cognome "van de Bours" fino all'agosto 2013, nel suo profilo LinkedIn in cui parlava della sua carriera musicale, ma in seguito ha eliminato "van de" ed è apparsa come "Louise Bours" nella lista dell'UKIP nel 2013.

## Carriera politica
Bours in precedenza ha ricoperto la carica di consigliere conservatore nel consiglio comunale di Congleton, prima di diventare sindaco nel 2006. Nel gennaio 2015, è stata penalizzata come consigliere comunale a causa della sua lunga assenza, superiore a più di sei mesi. Nonostante abbia ricevuto uno stipendio di 80.000 sterline dall'Unione europea in seguito al referendum sulla Brexit, il record detenuto da lei nelle votazioni nel Parlamento europeo è sceso del 22,6% a solo il 43,09% complessivo. Solo il collega UKIP Paul Nuttall e altri tre eurodeputati hanno un'affluenza inferiore nell'intero Parlamento europeo.
Nel 2012, si è candidata per l'UKIP alle elezioni del commissario per la polizia e la criminalità della Cheshire Police, arrivando quinta con il 7,86% dei voti.
In qualità di eurodeputata, è stata portavoce dell'UKIP per la salute e si è scontrata con l'ex leader Nigel Farage sulle questioni sanitarie; in particolare, Bours sostiene un NHS gratuito, il divieto di fumo in Inghilterra e l'uso di imballaggio neutro per il tabacco, in opposizione a Farage. Tuttavia, si è opposta agli aumenti delle tasse dell'UE sulle sigarette elettroniche, descrivendo le proposte come "un atto di pura follia". Bours si oppone anche al Trattato transatlantico sul commercio e gli investimenti a causa dell'impatto che avrebbe sull'NHS, affermando nel 2014 che: "Il TTIP esiste per il beneficio di una sola cosa: le grandi imprese. Ho un messaggio per Len McCluskey e Unite. L'UKIP combatterà al vostro fianco per garantire che l'NHS sia escluso da questo accordo".
Bours è apparsa nel programma Question Time per discutere del suo ruolo di portavoce della salute.
Nel novembre 2018, si è dimessa dall’UKIP. Ha ricoperto la carica di eurodeputata indipendente nel gruppo Europa della Libertà e della Democrazia Diretta, fino alle elezioni europee del 2019.